# الدوري المكسيكي الممتاز 1945–46
الدوري المكسيكي الممتاز 1945-46 (بالإسبانية: Liga Mayor 1945-46)‏ هو الموسم 3 من الدوري المكسيكي الممتاز. أقيم خلال الفترة 19 أغسطس 1945 وحتى 16 يونيو 1946، وأشرف على تنظيمه اتحاد المكسيك لكرة القدم، وكان عدد الأندية المشاركة فيه 16، وفاز فيه تيبورونيس روخوس دي فيراكروز.